# Рева Микола Миколайович
Мико́ла Микола́йович Ре́ва — молодший сержант Збройних сил України, учасник російсько-української війни, що відзначився під час російського вторгнення в Україну в 2022 році.
Брав участь в АТО на сході України в складі 72-ї окремої механізованої бригади імені Чорних Запорожців ((72 ОМБр, в/ч А2167, пп В0849)), обіймав посаду механіка-водія.

## Нагороди
- орден «За мужність» III ступеня (2022) — за особисту мужність і самовіддані дії, виявлені у захисті державного суверенітету та територіальної цілісності України, вірність військовій присязі.